# Іверія (Хашурі)
Футбольний клуб «Іверія» Хашурі (груз. საფეხბურთო კლუბი ივერია ხაშური) — грузинський футбольний клуб з Хашурі, заснований у 1926 році. Виступає у Регіональній лізі. Домашні матчі приймає на стадіоні Григола Джомартідзе, місткістю 10 000 глядачів.

## Досягнення
- Ліга Пірвелі
  - Переможець (1): 1991–92.